# Vivi Bach
Vivienne „Vivi“ Bach, eigentlich Vivi Bak (* 3. September 1939 in Kopenhagen; † 22. April 2013 in Santa Eulària, Ibiza, Spanien), war eine dänische Sängerin, Schauspielerin, Fernsehmoderatorin und Schriftstellerin, die auch im deutschsprachigen Raum erfolgreich war.

## Leben
Vivi Bachs Vater war Bäcker. Schon als Kind begeisterte sie sich für Singen und Tanzen; so trat sie als Gymnasiastin in einem Jazzkeller auf. Nach der Schule begann sie eine Ausbildung zur Maskenbildnerin, brach sie aber ab und nahm Gesangs- und Schauspielunterricht. Eine erste Tournee als Sängerin einer Band folgte. In Kopenhagen wurde sie für kleinere Theaterrollen engagiert, die die Presse positiv aufnahm. In erster Ehe war sie mit dem Wiener Heinz Sebeck verheiratet.
1956 erhielt Bach ihre erste Filmrolle, der bald weitere folgten. Auch in Deutschland wurde man auf die junge Dänin aufmerksam; zusammen mit Hans-Joachim Kulenkampff spielte sie 1959 erstmals in einem deutschen Film. Es folgten vor allem seichte Musikfilme, in denen sie unter anderem an der Seite von Peter Alexander, Rex Gildo, Bill Ramsey, Fred Bertelmann und Gus Backus zu sehen war. Außerdem trat sie in einigen internationalen Filmen wie dem Italowestern Die letzten Zwei vom Rio Bravo (Le pistole non discutono, 1964) auf.
Bachs deutsche Gesangskarriere begann 1960 mit einem Duett mit Rex Gildo bei Electrola; im selben Jahr wechselte sie jedoch zu Philips, die mit ihr bis 1964 elf Platten produzierten. Am erfolgreichsten wurde erneut ein Duett, diesmal mit Gerhard Wendland: die deutsche Version des US-Hits Hey Paula von Paul & Paula trug den Titel Hey Vivi – Hey Gerhard. Es war Bachs einziger Titel, der sich in der deutschen Hitparade platzieren konnte. Auch der 1965 erfolgte Wechsel zu Ariola brachte keine Chart-Erfolge.
Ein völliger Misserfolg war der Versuch, eine eigene Filmfirma zu gründen. Bach produzierte den Krimi Das Geheimnis der roten Quaste, der zum Flop wurde. Das Positive an diesem Unternehmen war 1963 das Zusammentreffen mit dem Schauspieler Dietmar Schönherr (1926–2014). 1965 heirateten die beiden. Mit ihm drehte sie anschließend zwei Filme: Ein Ferienbett mit 100 PS und Blonde Fracht für Sansibar. Auch in der Folge Kampf um die Sonne der Science-Fiction-Fernsehserie Raumpatrouille sowie in der Folge Die verschwundene Lady der Fernsehreihe Polizeifunk ruft war sie an der Seite Schönherrs zu sehen.
Gemeinsam mit ihm begann Bach eine neue Karriere als Fernsehmoderatorin. Mit der Fernsehserie Gala-Abend der Schallplatte und 24 Folgen der Spielshow Wünsch Dir was, einer ORF-ZDF-SRG - Co-Produktion aus Wien (1969–1972), wurde die „dänische Bardot“ im gesamten deutschsprachigen Raum zum Fernsehliebling. Erfolg hatte sie 1969 auch an der Seite von Luis Trenker und Toni Sailer in der Unterhaltungsserie Luftsprünge.
1973 produzierte der WDR eine Personality-Show mit dem Titel Vivat Vivi, in der sich Bach zwar vielseitig zeigte, die aber auf Dauer keinen Erfolg hatte. 1976 veröffentlichte sie ihre letzte Schallplatte, ein Duett mit Dietmar Schönherr (Das Leben meint es gut mit Dänen und mit denen, denen Dänen nahe stehen). Danach zog sie sich ins Privatleben zurück.
Später arbeitete sie als Malerin, Designerin, Illustratorin und Autorin von Kinderbüchern und unterstützte Schönherr bei seinen sozialen Engagements. Mit ihm zusammen lebte sie ab 1990 zunächst in dem Schweizer Städtchen Kaiserstuhl (Kanton Aargau). Im Jahr 2005 siedelten die beiden nach Santa Eulària auf Ibiza um. Am 22. April 2013 starb Vivi Bach dort im Alter von 73 Jahren an Herzversagen. Nach dem letzten Willen von Dietmar Schönherr, der 2014 starb, wurde seine Asche gemeinsam mit der seiner beiden Ehefrauen im Mittelmeer verstreut.
Den filmischen und teils auch privaten Nachlass von Vivi Bach und Dietmar Schönherr übergab der Erbe des Paares dem WaRis – Tiroler Filmarchiv.
Der Erbe hat sich gleichfalls entschlossen, die private Gemäldesammlung des Ehepaares Bach-Schönherr zu Gunsten des von Dietmar Schönherr gegründeten Kulturprojekts, der „Casa de los Tres Mundos“ in Nicaragua, zu versteigern. In Zusammenarbeit mit dem Künstler Wolfgang Hunecke, einem Wegbegleiter Schönherrs bei dessen Engagement in Nicaragua, wurde die Sammlung gesichtet und katalogisiert. Darunter befanden sich Kunstwerke von Vivi Bach, Arik Brauer, Gottfried Helnwein, Rudolf Hausner, Tomi Ungerer und Friedensreich Hundertwasser. Die Versteigerung der rund 200 Werke im November 2015 erbrachte zwischen 100.000 und 120.000 Euro, davon etwa zur Hälfte ein Aquarell von Hundertwasser.

## Diskografie
| A/B-Seite                                                       | veröffentlicht | Plattenfirma |
| --------------------------------------------------------------- | -------------- | ------------ |
| Singen – Swingen / Die Cowboys von der Silver-Ranch             | 08/1960        | Electrola    |
| Alle Männer sind Räuber / Mi scusi, mi scusi, Signor            | 10/1960        | Philips      |
| Voulez-vous Monsieur / Playboy                                  | 01/1961        | Philips      |
| In Ko-Ko-Kopenhagen / Tu was du willst                          | 07/1961        | Philips      |
| Ein kleines Indianergirl / Sieben süße Küsse                    | 01/1962        | Philips      |
| Wenn die Musik spielt am Wörthersee / Das süße Leben            | 05/1962        | Philips      |
| Wo ist der Mann mit dem Bart / Da kam ein junger Mann           | 08/1962        | Philips      |
| Hey Vivi – Hey Gerhard / Kleines Haus                           | 05/1963        | Philips      |
| King-Hully-Gully / Denn die Musik und die Liebe in Tirol        | 11/1963        | Philips      |
| Ja, wenn der Mondschein nicht wär / Tivoli-Twist                | 12/1963        | Philips      |
| Sole, Sole, Sole / Nachts sind Küsse noch einmal so             | 02/1964        | Philips      |
| Let’s Shake / Dreamy Boy                                        | 06/1964        | Philips      |
| Bei mir beißen nicht nur kleine Fische an / Wo sind die Stunden | 00/1964        | Prom         |
| Hey Boy, geh’ deinen Weg / Jeder nennt mich Baby                | 03/1965        | Ariola       |
| Snib Snab Snob / Leg die Pistole weg                            | 08/1965        | Ariola       |
| Oh Mr. Brown / Wenn du mich abends küßt                         | 11/1965        | Cantagallo   |
| Hvad Gør En Teenager Med Kærlighed (Teenager In Love)           | 00/1977        | KMF          |
| Hva’ Gør Det (Living Doll)                                      | 00/1977        | KMF          |

1. ↑  mit Rex Gildo
2. ↑  mit Gerhard Wendland
3. 1 2  mit Dietmar Schönherr

### Spätere Veröffentlichungen
- nach 1967: Das Farbfernsehpaar (fontana, LP)
- 1967: Gala-Abend der Schallplatte (Teldec, LP)
- 1968: Berühmte Eltern erzählen Märchen (Poly, LP)
- 1968: Du und ich (Cornet, LP, mit Dietmar Schönherr)
- 1969: Summ, Summ, Summ
- 1969: Gala-Abend der Schallplatte (Teldec, LP)
- 1971: Keep Swinging
- 1971?: Wünsch dir was (Elektrola)
- 1975: Lieder für die Frau um 30 (LP)
- 000?: Zwei (BASF, LP)
- 1976: Der Duft der großen Welt / In der guten alten Zeit (Prom, Single, mit Dietmar Schönherr)
- 1980: Vores gade (Ed. Wilhelm Hansen, LP, mit Otto Brandenburg)
- 2006: Jugendsünden (Bear, CD)
- 2014: In Ko-Ko-Kopenhagen – Die großen Erfolge (CD)

## Filmografie
- 1958: Krudt og klunker
- 1958: Seksdagesløbet
- 1958: Pigen og vandpytten
- 1959: Immer die Mädchen
- 1959: Uns kann keiner
- 1959: Pigen i søgelyset
- 1959: Soldaterkammeradter rykker ud
- 1959: Gitarren klingen leise durch die Nacht
- 1960: Schlagerparade 1960
- 1960: Wir wollen niemals auseinandergehn
- 1960: Schlager-Raketen
- 1960: Kriminaltango
- 1961: Die Abenteuer des Grafen Bobby
- 1961: Schlagerparade 1961
- 1961: Am Sonntag will mein Süßer mit mir segeln gehn
- 1961: So liebt und küßt man in Tirol
- 1961: Unsere tollen Tanten
- 1961: … und du mein Schatz bleibst hier
- 1962: Die Post geht ab
- 1962: Wenn die Musik spielt am Wörthersee
- 1962: Verrückt und zugenäht
- 1962: Der verkaufte Großvater
- 1963: Unsere tollen Nichten
- 1963: Dronningens vagtmester
- 1963: Das Rätsel der roten Quaste (auch Produktion)
- 1963: … denn die Musik und die Liebe in Tirol
- 1963: Todestrommeln am großen Fluß
- 1964: Holiday in St. Tropez
- 1964: Die letzten Zwei vom Rio Bravo
- 1965: Blonde Fracht für Sansibar (Mozambique)
- 1965: Tausend Takte Übermut
- 1965: Ein Ferienbett mit 100 PS
- 1965: Amore all’italiana
- 1966: Komm mit zur blauen Adria
- 1966: Laß die Finger von der Puppe (Per un pugno di canzoni)
- 1966: Der Mann mit den 1000 Masken
- 1966: Pfeifen, Betten, Turteltauben
- 1966: Liebesspiel im Schnee
- 1966: Raumpatrouille Teil V: Kampf um die Sonne
- 1967: Operation Taifun (Con la muerte a la espalda)
- 1967: Vergiß nicht, deine Frau zu küssen (Elsk din næste)
- 1967: Herrliche Zeiten im Spessart
- 1967: Onkel Joakims hemmelighed
- 1967: Nyhavn’s glade gutter
- 1967: Geheimauftrag K (Assignment K)
- 1968: Otto ist auf Frauen scharf
- 1968: Det er så synd for farmand
- 1969: Polizeifunk ruft – Die verschwundene Lady (Fernsehserie)
- 1969: April – April
- 1969: Ein Tag ist schöner als der andere
- 1969: Luftsprünge (Fernsehserie)